# Pipe Peak
Der Pipe Peak (englisch für Pfeifenspitze) ist ein 1720 m hoher und gebirgskammähnlicher Berg im westantarktischen Ellsworthland. In den Founders Peaks der Heritage Range im Ellsworthgebirge ragt er 2,5 km nördlich des Matney Peak auf.
Eine Mannschaft aus Geologen der University of Minnesota, die zwischen 1963 und 1964 in diesem Gebiet tätig war, benannte ihn so, weil sie hier im Andenken an ihren Besuch eine Tabakpfeife hinterlassen hatte.